# Symfonie nr. 3 (Brian)
Havergal Brian voltooide zijn Symfonie nr. 3 op 28 mei 1932.
De geschiedenis van het werk is enigszins onduidelijk. Vermoedelijk begon Brian met het werk met een pianoconcert voor ogen. De piano is duidelijk aanwezig in de delen 1, 2 en 4. Echter in het laatst voltooide deel 3 ontbreekt het instrument geheel. Er is enige correspondentie tussen Brian en Granville Bantock geweest, waarin Brian meldde dat hij a. een concert had omgebogen naar een symfonie en b. hij een van zijn beste symfonieën had geschreven. Dat waren er toen overigens vier: in de jaren zestig nummerde hij ze om, mede omdat zijn eerste symfonie zoek was geraakt.
Dat Brian het zijn beste symfonie vond, maakte geen indruk op de buitenwereld. Voltooid in 1932 werd hij voor het eerst gespeeld in 1974 en dan nog alleen voor BBC Radio 3. Daarna moest er opnieuw dertien jaar gewacht worden op een uitvoering waarbij publiek aanwezig was. Op 17 mei 1987 gaf het vrijwel onbekende Composer’s Platform West Midlands Symphony Orchestra onder leiding van Paul Venn de publieke première. Anderhalf jaar later lag het werk alweer op de lessenaars. Op 26, 27 en 28 oktober 1988 speelde de BBC Symphony Orchestra onder leiding van Lionel Friend het werk opnieuw in de geluidsstudio’s van de BBC, alwaar bij een van de uitvoeringen ook het verzamelde publiek aanwezig was. Daarna verdween het werk weer uit zicht. (gegevens 2016)
Het werk kent de vierdelige klassieke structuur met het scherzo als derde deel:
1. Andante moderato e sempre sostenuto e marcato
2. Lento sempre marcate e rubato
3. Allegro vivace
4. Lento solenne

Ook voor dit werk is een uitgebreid symfonieorkest noodzakelijk:
- 2 solopiano’s
- 2 piccolo’s, 4 dwarsfluiten (III en IV ook piccolo), 4 hobo’s (III en IV ook althobo), 1 esklarinet, 4 klarinetten (III en IV ook basklarinet), 4 fagotten, 1 contrafagot
- 8 hoorns, 4 trompetten, 4 trombones, 2 tuba’s
- 2 sets pauken, uitgebreide percussiesectie, 2 harpen, celesta
- violen, altviolen, celli, contrabassen

Symfonie nr. 1 "Gotische"  · 2 · 3 · 4 · 5 · 6 · 7 · 8 · 9 · 10 · 11 · 12 · 13 · 14 · 15 · 16 · 17 · 18 · 19 · 20 · 21 · 22 · 23 · 24 · 25 · 26 · 27 · 28 · 29 · 30 · 31 · 32